# Rennes (metropolitana di Parigi)
Abbesses è una stazione della linea 12 della metropolitana di Parigi.

## La stazione

### Storia
Fino al 2004, questa stazione veniva chiusa tutti i giorni alle 20,00 e la domenica e i giorni festivi per tutta la giornata. A seguito di una petizione e dopo alcuni lavori di ammodernamento della stazione, la stessa osserva ora l'orario di tutte le altre stazioni della rete. Soltanto la stazione Liège ha osservato un orario ridotto fino al dicembre 2006.

### Accessi
- boulevard Raspail, all'incrocio con la rue de Rennes.

## Interscambi
- Bus RATP - 68, 89, 94, 95, 96
- Noctilien - N01, N02, N12, N13